# آمینتایو
آمینتایو (به لاتین: Amyntaio) یک شهرک در یونان است که در Amyndeo Municipality واقع شده‌است.